# Ana Ibis Fernández
Ana Ibis Fernández (* 3. August 1973 in Sancti Spíritus) ist eine kubanische Volleyballnationalspielerin.
Fernández gewann mit der Kubanischen Nationalmannschaft dreimal in Folge die Goldmedaille bei den Olympischen Spielen 1992, 1996 und 2000, sowie die Bronzemedaille 2004. Hinzu kommen zweimal Gold bei den Weltmeisterschaften 1994 und 1998 und zahlreiche Siege beim Volleyball World Grand Prix.
Von 1997 bis 2000 spielte Fernández in Italien. 1999 gewann sie mit Foppapedretti Bergamo die italienische Meisterschaft und die Champions League. Ein Jahr später gewann sie mit Pallavolo Reggio Calabria den nationalen Pokal und den CEV-Pokal. Ab 2003 spielte die Mittelblockerin überwiegend in Spanien und wurde hier 2010 mit CAV Murcia 2005 spanische Pokalsiegerin.
Fernández wurde bei verschiedenen nationalen und internationalen Wettbewerben vielfach individuell ausgezeichnet („Beste Angreiferin“ etc.).